# Luchthaven Thessaloniki
Luchthaven Thessaloniki Makedonia (Grieks: Διεθνής Κρατικός Αερολιμένας Θεσσαλονίκης 'Μακεδονία'; Diethnís Kratikós Aeroliménas Thessaloníkis "Makedonía") ligt 15 km ten zuidoosten van Thessaloniki en vlak bij Mikra, dicht bij de voorsteden Thermi en Kalamaria. De luchthaven was de grootste van de provincie tijdens de opening in 1930 en momenteel de derde luchthaven van Griekenland, met 4,17 miljoen passagiers in 2008. De luchthaven heeft twee startbanen en twee taxibanen. Er is ruimte voor 22 vliegtuigen.
De luchthaven heeft een 24-uurs busverbinding naar het centrum van Thessaloniki.

## Ongeluk
Op 17 december 1997 moest een Jakovlev Jak-42, onderweg van Odessa naar Thessaloniki, na een mislukte ILS-nadering een doorstart maken. De bemanning voerde de vereiste procedures niet goed uit en op een hoogte van 3300 voet vloog het toestel tegen de Pente Pigadia, vlak bij de Olympus. Alle inzittenden, 8 bemanningsleden en 62 passagiers, kwamen om. Twee luchtverkeersleiders werden wegens dood door schuld veroordeeld tot een gevangenisstraf.